# Metadrive
I Metadrive furono un gruppo musicale della prima ondata di musica post-industriale italiana, proveniente da Treviso e formatosi nel 1980.

## Biografia
I Metadrive nacquero nel 1980 a Treviso, dimostrando da subito una certa ritrosia nel mettersi in mostra. I componenti della band erano tutti anonimi, eccezion fatta per Paolo Pescatori, unico nome noto di un progetto, che pur partecipando al fermento della Cassette Culture ed a quello che Vittore Baroni chiamerà in seguito il tape network, pianificò la propria irreperibilità anche attraverso le parole presenti nelle copertine delle pubblicazioni, su cui avevano l'abitudine di scrivere dichiarazioni tipo "al momento non ho intenzione di corrispondere con nessuno" o ancora "se ti piace qualcosa, o in qualche modo ti stimola, ogni spiegazione è superflua".
Nel 1981 i Metadrive pubblicarono due album dal titolo Hydra e Greatest hits, in cui sono percepibili le influenze di Second Annual Report dei Throbbing Gristle. Nei dischi dei Metadrive le composizioni evolvono senza mai ripetersi in modo uguale, lasciando così spazio, all'interno del singolo brano, a sistemi segnici sempre simili a se stessi ma mai identici, e sempre mutevoli.
È del 1982 la partecipazione alla compilazione Sinn & Form, curata da Andreas Müller e pubblicata dalla tedesca Datenverarbeitung come supplemento audio della fanzine omonima, e sono del 1983 Plagiat 1 curata da Thomas Lenz per il primo numero della fanzine tedesca ed Italiano Industriale curata da Vittore Baroni per Area Condizionata.
Il lavoro dei Metadrive attirarono l'attenzione di William Bennett dei Whitehouse che lo definì "in gran parte eccellente", criticando solo in alcune parti un'eccessiva aderenza al suono dei Throbbing Gristle.
Nel 2012 l'etichetta giapponese Hate Song ristampò buona parte del loro lavoro in un album di brani selezionati dal titolo Metadrive.

## Discografia

### Album
- 1981 - Hydra
- 1981 - Greatest hits

### Raccolte
- 2012 - Metadrive (CD, Cassetta, Hate Song)

### Compilazioni
- 1982 - Sinn & Form con il brano Sverige (Cassetta, Datenverarbeitung)
- 1983 - Plagiat 1 con il brano Untitled (Cassetta, Plagiat)
- 1983 - Italiano Industriale con il brano Aaaeeeiiiooou (Cassetta, Area Condizionata)